# Strabomantis cadenai
Espèce
Synonymes
- Eleutherodactylus cadenai Lynch, 1986

Statut de conservation UICN

 CR  : 
En danger critique
Strabomantis cadenai est une espèce d'amphibiens de la famille des Craugastoridae.

## Répartition
Cette espèce est endémique du département d'Antioquia en Colombie. Elle se rencontre dans la municipalité de Frontino à environ 1 900 m d'altitude dans la cordillère Occidentale.

## Description
La femelle holotype mesure 40,6 mm.

## Étymologie
Cette espèce est nommée en l'honneur d'Augusto Alberto Cadena-García.

## Publication originale
- Lynch, 1986 : A new species of broad-headed Eleutherodactylus from the Cordillera occidental of Colombia (Amphibia, Leptodactylidae). Caldasia, Bogotá, vol. 15, no 71/75, p. 503-509 (texte intégral).